# Bartramia humilis
Bartramia humilis är en bladmossart som beskrevs av Mitten 1869. Bartramia humilis ingår i släktet äppelmossor, och familjen Bartramiaceae. Inga underarter finns listade i Catalogue of Life.